# Hannah Roberts
Hannah Roberts (South Bend, 10 de agosto de 2001) é uma ciclista estadunidense.
Roberts começou a andar de BMX aos 9 anos de idade e entrou em sua primeira competição em 2012. Conquistou a medalha de prata no BMX freestyle nos Jogos Olímpicos de 2020 em Tóquio. Ela se casou com Kelsey Miller em janeiro de 2021.